# Кагул (город)
Кагу́л (также Кахул; рум. Cahul) — город и муниципий в Молдове, центр Кагульского района. Столица Припрутья, курорт. В состав города входит село Котихана.
Официально городом Кагул стал в декабре 1835 года, он получил своё название в честь победы русских войск над турецкой армией при реке Кагул в 1770 году. До этого времени поселение называлось сначала Шкея, затем — Фрумоаса (Красивое), и впервые было упомянуто в государевых грамотах в начале XVI века.
Кагул расположен на открытом месте с небольшим уклоном к реке. Город хорошо спланирован. Небольшой приток Прута, речка Фрумоаса, делит его на две неравные части — северную и южную.

## История
Город был основан в 1835 году, тогда же он стал административным центром Леовского уезда Российской империи, переименованного вслед за переносом центра в Кагульский. В 1918—1949 годах и 1999—2003 годах вновь являлся центром Кагульского уезда, с 1949 года и по настоящее время — административный центр Кагульского района Молдовы. В 1949—1952 и 1962—1991 годах имел статус города республиканского подчинения Молдавской ССР. В 1999—2002 годах имел статус муниципия.
По сведениям из ЭСБЕ, на конец XIX века в городе было торговых мест — 71, с годовым оборотом в 235 500 рублей; 3 гончарных завода, с оборотом в 300 рублей; 2 кирпичных, с оборотом в 1500 рублей; 1 кожевенный, с оборотом в 900 рублей; 40 мельниц (1 паровая, 3 водяных, 1 конная, 35 ветряных), 2 пасеки; 2-классное мужское и 1-классное женское училища. Доход города в 1891 году составил 22 477 руб., расход — 22 311 руб.; запасного капитала и недоимок не было. Таможенный пункт, через который привезено в 1891 году товаров на 778 руб., вывезено — на 467 030 руб.
Во времена МССР работали винодельческие предприятия, заводы (рыбокоптильный, пивоваренный, сухих фруктов, стройматериалов), кагульская опытная станция орошаемого земледелия и зональная агрохимическая лаборатория, гидромелиоративный совхоз-техникум, медицинское, педагогическое училища. историко-краеведческий музей.
19 декабря 1962 года Кагул получил статус города республиканского подчинения.
В 1985 году Кагул, на правах столицы многонационального юга Молдовы был награждён орденом Дружбы народов.
В 1989 году в Кагуле была сформирована отдельная учебная дорожная бригада ЦДСУ МО СССР для выполнения государственных программ.
В 2003 году в подчинение города Кагула передано село Котихана.
В 2008 году была открыта железнодорожная ветка из Кагула в порт Джурджулешты.

## Население
В конце XIX века население Кагула составляло 6115 жителей. По данным переписи 1897 года в городе проживали 7 077 человек, родным языком указывали: румынский — 2 786, украинский — 1 557, русский — 1 225, идиш — 809, греческий — 323, белорусский — 144, болгарский — 79 и др.
В 1970 году население составляло 26 тысяч жителей.
Население города по данным переписи 2004 года составляет 35 488 человек, 59,7 % из которых составляют молдаване, 17,1 % —  русские, 11,0 % —  украинцы, 6,7 % —  болгары, 3,3 % —  гагаузы, 2,2 % —  другие национальности

## Курорт
В начале 1960-х годов в Кагуле обнаружен источник теплой сероводородной хлориднонатриевой минеральной воды, пригодной для лечения различных заболеваний. Кагульская минеральная вода отличается высоким содержанием брома и йода, и применяется при лечении заболеваний сердечно-сосудистой и нервной систем, опорно-двигательного аппарата и болезней кожи.
С 1978 года работает курортный санаторий «Nufărul Alb», который и даёт городу право называться курортным.

## Достопримечательности
- Среди архитектурных памятников, сохранившихся в Кагуле, особое место занимает действующий Собор Святых Архангелов Михаила и Гавриила, построенный в 1850 году.
- Старообрядческая Покровская церковь, открытая в 1892 году.
- Памятник в честь 500-летия первого упоминания о местечке Шкейя, открытый 2 июля 2002 года, является уменьшенной копией знаменитого Памятника Кагульской битвы, возведённого в 1849 году, находящегося на окраине г. Вулканешты. На колонне памятника высечены все три названия нынешнего города — Шкея, Фрумоаса, Кагул и дата 500. Венчает колонну композиция из трёх голубей, которые символизируют Мир, Дружбу и Братство.
- В 2021 году молдавский скульптор Вячеслав Жиглицкий установил Памятник жертвам еврейского гетто

## Культура и искусство
В Кагуле находится краеведческий музей, большую часть коллекции которого составляют археологические находки, представляющие трипольскую культуру. Интересной является также коллекция русского оружия, обмундирования и наград, отражающая историю русско-турецких войн XVIII века.
Кагул посещали Пушкин и Горький. Кагул также прославился в творениях этих писателей («Макар Чудра», «Старуха Изергиль», «Девушка и Смерть», «Цыганы», «Элегия», «Чугун кагульский»).
Кагул является крупным фестивальным центром. Здесь проходят два фольклорных фестиваля («Нуфэрул Алб» и «Бобочелул») и музыкальный фестиваль <Лица друзей>.  Так же в Кагуле родился   Борис Влади́мирович Заходе́р (9 сентября 1918, Кагул, Бессарабия — 7 ноября 2000, Королёв, Московская область) — советский российский писатель и поэт, переводчик, сценарист. Популяризатор мировой детской классики. Лауреат Государственной премии Российской Федерации (1999).
- «Нуфэрул Алб» («Белая Лилия») с 1993 года является членом Международной федерации фольклорных фестивалей (C.I.O.F.F.) и входит в её официальный календарь. Он проводится раз в два года, в начале июля. В фестивале участвуют коллективы, исполняющие восстановленный или стилизованный фольклор.
- Фестиваль детских фольклорных танцевальных коллективов «Бобочелул» («Бутон кувшинки») проводится с 1998 года, стал регулярным и приобрел определённую известность.
- «Лица друзей» задумывался как ежегодная встреча кахульских музыкантов, работающих в легких музыкальных жанрах. Со временем фестиваль вырос из провинциального мероприятия в событие международного масштаба, и ежегодно собирает несколько тысяч гостей.
- «eMotion event» — самый масштабный фестиваль в Молдове, посвящённый электронной музыке и молодёжи. В 2013 году фестивалю исполнилось 5 лет и за два дня проведения мероприятие собрало более 7 тыс. посетителей.